# Vergaservorwärmung
Als Vergaservorwärmung (engl. carburetor heat oder carburetor anti-ice) bezeichnet man eine Hilfseinrichtung in Triebwerken von Kolbenflugzeugen, welche die Vergaservereisung  verhindert.

## Funktionsweise
Um den Vergaser vorzuwärmen, wird eine Klappe geöffnet, damit dieser mit Luft aus dem Auspuffsystem vorgewärmt wird. Die warme Luft bewirkt aber auf Grund ihrer geringeren Dichte gleichzeitig einen Leistungsabfall von ca. 50–250 RPM. Allerdings kann die Vergaservereisung mit vorgewärmtem Vergaser nicht eintreten.

## Funktionsprüfung vor dem Flug
Die Funktion der Vergaservorwärmung wird vor dem Flug überprüft, indem man sie aktiviert und anschließend den erwarteten Leistungsabfall des Triebwerks mit Hilfe von entsprechenden Instrumenten wie dem Drehzahlmesser beobachtet. Tritt dieser Leistungsabfall nicht ein und ist die Funktion des verwendeten Instruments gewährleistet, so muss davon ausgegangen werden, dass die Vergaservorwärmung defekt ist. Analog verfügen manche Flugzeugmuster über ein Vergaserthermometer, auf dem meistens der Bereich des höchsten Potentials der Vergaservereisung gekennzeichnet ist.